# Tablette combustible à l'hexamine

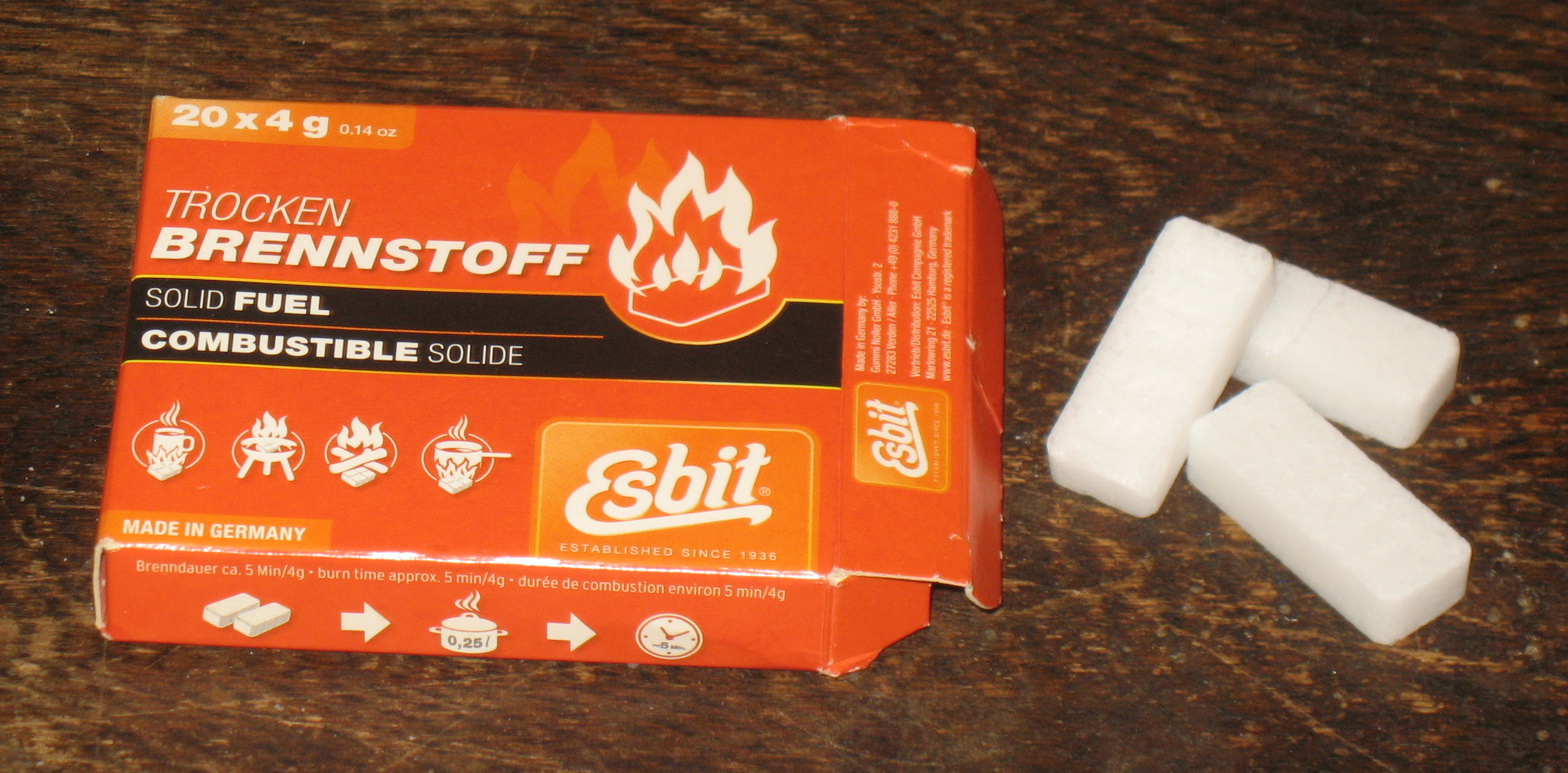
Tablettes Esbit.

Une tablette combustible à l'hexamine (ou comprimé chauffant Esbit) est un type de combustible solide commercialisé sous forme de morceaux de quelques grammes. Ces comprimés brûlent sans fumée, ont une densité énergétique élevée, ne se liquéfient pas pendant la combustion et ne laissent pas de cendres. Inventé à Murrhardt, Allemagne, en 1936, le composant principal est l'hexamine, découvert par Aleksandr Butlerov en 1859. Certains comprimés combustibles utilisent le 1,3,5-trioxane.
Esbit est une marque déposée que les gens utilisent souvent pour désigner des produits similaires fabriqués par d'autres entreprises. Dans la plupart des pays de l'ancien bloc soviétique, les comprimés de combustible sont appelés « alcool sec (chimie) ».

## Utilisations

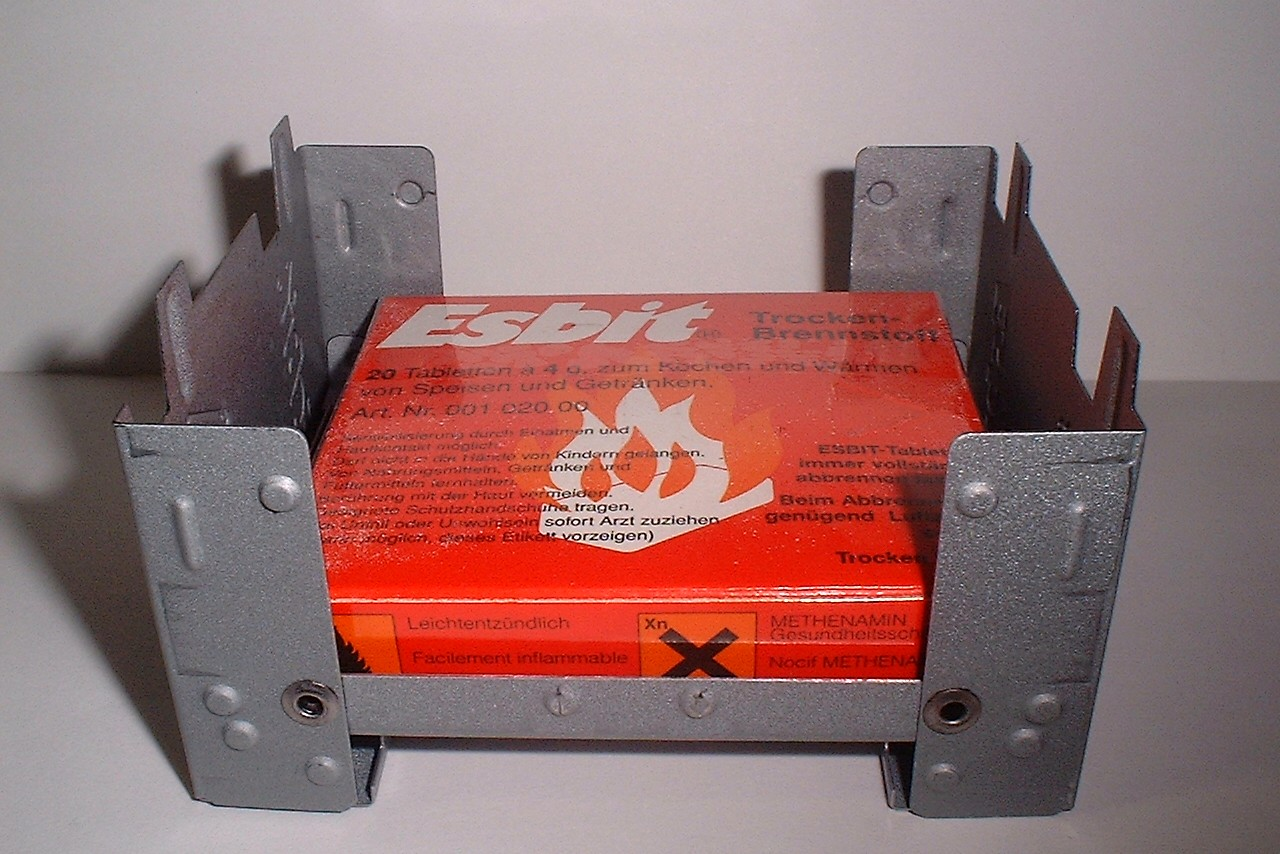
Réchaud à hexamine pliable avec combustible emballé.

Les comprimés sont utilisés pour cuisiner par les campeurs, les militaires et les organisations de secours. Ils sont souvent utilisés avec les réchauds métalliques jetables qui sont inclus dans les paquets de rations de campagne. Une autre utilisation courante est de fournir une source de chaleur pour les modèles de machines à vapeur, telles que celles fabriquées par Wilesco et Mamod, et d'autres moteurs à combustion externe tels que les moteurs Stirling et les bateaux pop pop.

## Avantages et inconvénients

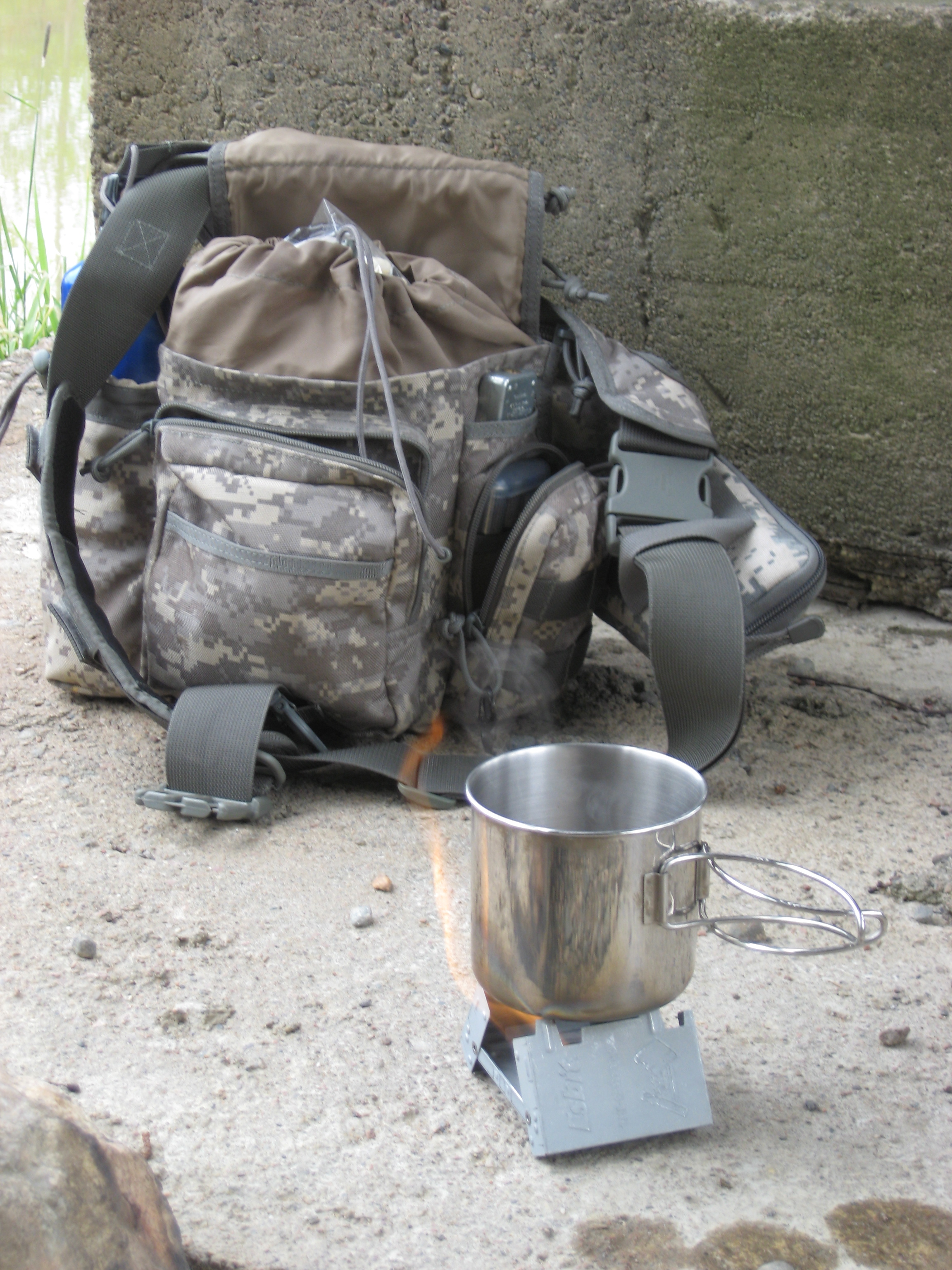

L'hexamine est préparée par la réaction du formaldéhyde et de l'ammoniac. Dans un environnement acide, l'hexamine est convertie en formaldéhyde toxique, où le principal risque de toxicité est l'ingestion.
Comme le trioxane, l'hexamine a une durée de conservation presque illimitée si elle est stockée correctement, dans un récipient sec et hermétique. Cependant, la chaleur dégagée ne peut pas être facilement ajustée, de sorte que l'eau peut être bouillie, mais la cuisson nécessitant un mijotage est plus difficile. Les comprimés sont un combustible puissant pour la cuisinière (30,0 MJ/kg), mais sont sensibles au vent et à l'humidité.
La fiche de données de sécurité d'Esbit indique que la combustion peut créer du formaldéhyde, de l'ammoniac, de l'oxyde d'azote, du cyanure d'hydrogène et que l'ingestion peut provoquer des nausées, des vomissements, des troubles gastro-intestinaux et des lésions rénales. Lors de la combustion, l'oxydation chimique du combustible produit des fumées nocives, ce qui nécessite de cuire les aliments dans un récipient, comme une casserole ou une poêle, avec un couvercle hermétique. Les comprimés brûlés laissent un résidu noir et collant au fond des casseroles. Si les comprimés sont stockés ou utilisés dans des conditions humides, ils peuvent se briser pendant la combustion et libérer des fragments brûlants, bien que cette affirmation soit difficile à vérifier ou à reproduire.
L'hexamine étant un précurseur de la synthèse la plus simple de l'explosif chimique RDX, sa possession est strictement réglementée au Royaume-Uni.